# Ammianus Marcellinus
Ammianus Marcellinus (ur. ok. 330 w Antiochii, zm. po 392) – historyk rzymski, autor Res gestae (Dziejów rzymskich), historii cesarstwa od panowania Nerwy (96 n.e.) do roku 378, z zachowaną częścią obejmującą lata 353-378.
Posiadane wiadomości o jego życiu są skąpe, gdyż nawet relacjonując wydarzenia, których był naocznym świadkiem, starannie pomijał w nich swój udział.

## Życiorys
Pochodził ze średniozamożnej rodziny, jego ojciec był urzędnikiem miejskim lub pełnił funkcję wojskową. Do osiągnięcia wieku około 20 lat zamieszkiwał w Antiochii. Odebrał staranne wykształcenie humanistyczne, greckie i łacińskie, najpewniej ze znajomością twórczości Homera, prawdopodobnie Hezjoda, Symonidesa, Teognisa, Sofoklesa i Eurypidesa, spośród autorów łacińskich z bardzo dobrą znajomością pism Cycerona. Nie wykluczone, iż znał również język perski.
Około roku 350 został członkiem przybocznej gwardii cesarskiej, tak zwanych protectores domestici, powołanych zamiast pretorianów. W 353 przydzielono go do ochrony Ursycyna, dowódcy jazdy stacjonującej w twierdzy Nisibis na wschód od Eufratu, na pograniczu z Persją. W 355 wraz z nim udał się do Mediolanu na wezwanie cesarza Konstancjusza II, a stamtąd do Galii, gdzie Ursycyn rozbił wojska uzurpatora Sylwana. Przypuszczalnie wtedy zetknął się z przyszłym cesarzem, wówczas cezarem Julianem Apostatą. Kolejne pięć lat spędził w Mezopotamii walcząc z Persami, uczestniczył m.in. w obronie twierdzy Amida. Z tego okresu pochodzą również jego relacje dotyczące przybycia do Europy Hunów wraz z opisem ich obyczajów, np. siedzenia na koniach w trakcie prowadzenia obrad.
Nie wiadome są jego losy w latach 360–363, jednak w marcu tego roku znajdował się już w orszaku cesarza Juliana Apostaty. Brał udział w bitwie pod Ktezyfontem 29 maja 363 roku, a po zawarciu pokoju wrócił do Antiochii. Kolejne kilkanaście lat, aż do około roku 380 spędził dzieląc czas między podróże (zwiedził Egipt, Grecję, Trację i kraje Azji Mniejszej) i pobyt w rodzinnym mieście. Zajmował się pisaniem, być może pracował też jako adwokat. Około roku 380 przeniósł się do Rzymu, gdzie rozpoczął tworzenie dzieła swego życia – Res gestae.
Dokładna data śmierci historyka nie jest znana, pewne fragmenty jego dzieła mogą wskazywać jeszcze na wydarzenia z lat 395–398.
Ammian był wyznawcą tradycyjnej religii rzymskiej. Jego uczniem i przyjacielem był Jan Chryzostom.

## Literatura dodatkowa
- Dariusz Brodka: Państwo rzymskie wobec początków Wędrówki Ludów w ocenie Ammiana Marcellina. „Meander” R. 48 (1993), s. 325–337
- Helena Cichocka: Ammianus Marcellinus a literatura grecka i rzymska. „Meander” R. 29 (1974), s. 289–306
- Helena Cichocka: Mowy i listy w „Res gestae” Ammiana Marcellina. „Meander” R. 30 (1975), s. 157–165
- Helena Cichocka: Zależność Ammiana Marcellina od Solinusa w ekskursie o Egipcie (XXII 15-16). „Meander” R. 30 (1975), s. 336–430
- Ignacy Lewandowski: Historyk ginącego świata. W „Meander” R. 48 (1993), s. 339–349